# Science-Fiction-Filme der 1990er Jahre
Die Liste der Science-Fiction-Filme der 1990er Jahre gibt einen chronologischen Überblick über Kino- und abendfüllende TV-Produktionen, die im Zeitraum von 1990 bis 1999 in diesem Genre gedreht wurden. Bei der Nutzung ist zu beachten, dass ein Großteil der aufgeführten Filme sich mit artverwandten Genres aus dem Bereich der Phantastik wie Horror und Fantasy überschneidet, aber auch Katastrophenfilm und Komödie. Die Liste erhebt keinen Anspruch auf Vollständigkeit. Die Titel entsprechen im Fall verschiedener Benennungen dem Wikipedia-Lemma, die Namen der Regisseure der im jeweiligen Film angegebenen Form.
Bei der Einsetzung neuer Titel gilt, dass Serien bzw. Serienepisoden ihren Standort auf der  Partnerseite Liste von Science-Fiction-Serien (1990er) haben. Weiterhin ist es erwünscht, dass ausschließlich Titel eingestellt werden, die innerhalb der deutschen Wikipedia über eigenständige Artikel verfügen.
Die Titelauswahl entspricht den auf der Hauptseite Liste von Science-Fiction-Filmen präsentierten Forschungsansätzen von Ronald M. Hahn und Volker Jansen (Lexikon des Science Fiction-Films) und Thomas Koebner (Filmgenres: Science Fiction). Sammelquellen wie epd Film, Filmdienst und IMDb dienen als zusätzliche Orientierungshilfe, sind den genre-basierten Fachwerken jedoch thematisch unterstellt.

## 1990
| Titel                                              | Regie                | Produktionsland                             |
| -------------------------------------------------- | -------------------- | ------------------------------------------- |
| 12:01 PM                                           | Jonathan Heap        | Vereinigte Staaten                          |
| Arachnophobia                                      | Frank Marshall       | Vereinigte Staaten                          |
| Captain America                                    | Albert Pyun          | Vereinigte Staaten / Jugoslawien            |
| Dark Angel                                         | Craig R. Baxley      | Vereinigte Staaten                          |
| The Dark Side of the Moon                          | D.J. Webster         | Vereinigte Staaten                          |
| Edward mit den Scherenhänden                       | Tim Burton           | Vereinigte Staaten                          |
| Es ist nicht leicht, ein Gott zu sein              | Peter Fleischmann    | Deutschland / Sowjetunion / Frankreich      |
| Fire Syndrome                                      | Tobe Hooper          | Vereinigte Staaten                          |
| Flatliners – Heute ist ein schöner Tag zum Sterben | Joel Schumacher      | Vereinigte Staaten                          |
| Die Geschichte der Dienerin                        | Volker Schlöndorff   | Vereinigte Staaten / Deutschland            |
| Gremlins 2 – Die Rückkehr der kleinen Monster      | Joe Dante            | Vereinigte Staaten                          |
| M.A.R.K. 13 – Hardware                             | Richard Stanley      | Vereinigtes Königreich / Vereinigte Staaten |
| Martians – Ein Außerirdischer kommt selten allein  | Patrick Read Johnson | Vereinigte Staaten                          |
| Moon 44                                            | Roland Emmerich      | Deutschland                                 |
| A Nymphoid Barbarian in Dinosaur Hell              | Brett Piper          | Vereinigte Staaten                          |
| Predator 2                                         | Stephen Hopkins      | Vereinigte Staaten                          |
| RoboCop 2                                          | Irvin Kershner       | Vereinigte Staaten                          |
| Starfire                                           | Richard C. Sarafian  | Japan / Vereinigte Staaten                  |
| Total Recall – Die totale Erinnerung               | Paul Verhoeven       | Vereinigte Staaten                          |
| Zurück in die Zukunft III                          | Robert Zemeckis      | Vereinigte Staaten                          |

## 1991
| Titel                                              | Regie                            | Produktionsland                       |
| -------------------------------------------------- | -------------------------------- | ------------------------------------- |
| Alienkiller                                        | John McNaughton                  | Vereinigte Staaten                    |
| Alligator II – Die Mutation                        | Jon Hess                         | Vereinigte Staaten                    |
| Army of Zombies                                    | Olli Soinio                      | Finnland                              |
| Beastmaster II – Der Zeitspringer                  | Sylvio Tabot                     | Vereinigte Staaten                    |
| Bill & Ted’s verrückte Reise in die Zukunft        | Peter Hewitt                     | Vereinigte Staaten                    |
| Bis ans Ende der Welt                              | Wim Wenders                      | Deutschland / Frankreich / Australien |
| Body Parts                                         | Eric Red                         | Vereinigte Staaten                    |
| Critters 3 – Die Kuschelkiller kommen              | Kristine Peterson                | Vereinigte Staaten                    |
| Delicatessen                                       | Jean-Pierre Jeunet, Marc Caro    | Frankreich                            |
| Dragon Ball Z – The Movie: Rache für Freezer       | Mitsuo Hashimoto                 | Japan                                 |
| Dragon Ball Z – The Movie: Super-Saiyajin Son-Goku | Mitsuo Hashimoto                 | Japan                                 |
| Godzilla – Duell der Megasaurier                   | Kazuki Omori                     | Japan                                 |
| Highlander II – Die Rückkehr                       | Russell Mulcahy                  | Vereinigte Staaten                    |
| Knight Rider 2000                                  | Alan J. Levi                     | Vereinigte Staaten                    |
| Mutronics – Invasion der Supermutanten             | Screaming Mad George, Steve Wang | Vereinigte Staaten                    |
| Naked Lunch                                        | David Cronenberg                 | Kanada / Vereinigte Staaten / Japan   |
| Poison                                             | Todd Haynes                      | Vereinigte Staaten                    |
| Der Ritter aus dem All                             | Burt Kennedy                     | Vereinigte Staaten                    |
| Rocketeer                                          | Joe Johnston                     | Vereinigte Staaten                    |
| Scanners II                                        | Christian Duguay                 | Kanada                                |
| Star Trek VI: Das unentdeckte Land                 | Nicholas Meyer                   | Vereinigte Staaten                    |
| Story of Ricky                                     | Lam Ngai Kai                     | Hongkong / Japan                      |
| Terminator 2 – Tag der Abrechnung                  | James Cameron                    | Vereinigte Staaten / Frankreich       |
| Turtles II – Das Geheimnis des Ooze                | Michael Pressman                 | Vereinigte Staaten                    |
| Wedlock                                            | Lewis Teague                     | Vereinigte Staaten                    |

## 1992
| Titel                                          | Regie             | Produktionsland                                     |
| ---------------------------------------------- | ----------------- | --------------------------------------------------- |
| Alien 3                                        | David Fincher     | Vereinigte Staaten                                  |
| Batmans Rückkehr                               | Tim Burton        | Vereinigte Staaten / Vereinigtes Königreich         |
| Critters 4 – Das große Fressen geht weiter     | Rupert Harvey     | Vereinigte Staaten                                  |
| Dragon Ball Z – The Movie: Angriff der Cyborgs | Daisuke Nishio    | Japan                                               |
| Forever Young                                  | Steve Miner       | Vereinigte Staaten                                  |
| Fortress – Die Festung                         | Stuart Gordon     | Vereinigte Staaten / Australien                     |
| Freejack – Geisel der Zukunft                  | Geoff Murphy      | Vereinigte Staaten                                  |
| Godzilla – Kampf der Sauriermutanten           | Takao Okawara     | Japan                                               |
| Jagd auf einen Unsichtbaren                    | John Carpenter    | Vereinigte Staaten / Frankreich                     |
| Liebling, jetzt haben wir ein Riesenbaby       | Randal Kleiser    | Vereinigte Staaten                                  |
| Mom und Dad retten die Welt                    | Greg Beeman       | Vereinigte Staaten                                  |
| Nemesis                                        | Albert Pyun       | Vereinigte Staaten / Dänemark                       |
| Der Rasenmähermann                             | Brett Leonard     | Vereinigte Staaten / Vereinigtes Königreich / Japan |
| Rückkehr in die verlorene Welt                 | Timothy Bond      | Kanada / Vereinigte Staaten                         |
| Scanners III                                   | Christian Duguay  | Kanada                                              |
| Shadowchaser                                   | John Eyres        | Vereinigte Staaten                                  |
| Spaceshift                                     | Anthony Hickox    | Vereinigte Staaten                                  |
| Steinzeit Junior                               | Les Mayfield      | Vereinigte Staaten                                  |
| Universal Soldier                              | Roland Emmerich   | Vereinigte Staaten                                  |
| Urlaubsflug auf die Insel des Grauens          | Tommy Lee Wallace | Vereinigte Staaten                                  |
| Die verlorene Welt                             | Timothy Bond      | Kanada / Vereinigte Staaten                         |

## 1993
| Titel                                                                 | Regie                        | Produktionsland                       |
| --------------------------------------------------------------------- | ---------------------------- | ------------------------------------- |
| 12:01                                                                 | Jack Sholder                 | Vereinigte Staaten                    |
| Aktion Mutante                                                        | Álex de la Iglesia           | Spanien / Frankreich                  |
| American Fighter 5                                                    | Bobby Jean Leonard           | Vereinigte Staaten                    |
| Angriff der 20-Meter-Frau                                             | Christopher Guest            | Vereinigte Staaten                    |
| Batman und das Phantom                                                | Eric Radomski, Bruce W. Timm | Vereinigte Staaten                    |
| Body Snatchers – Angriff der Körperfresser                            | Abel Ferrara                 | Vereinigte Staaten                    |
| C2 – Killerinsekt                                                     | Tony Randel                  | Vereinigte Staaten                    |
| Die Coneheads                                                         | Steve Barron                 | Vereinigte Staaten                    |
| Cyborg 2                                                              | Michael Schroeder            | Vereinigte Staaten                    |
| Demolition Man                                                        | Marco Brambilla              | Vereinigte Staaten                    |
| Digital Love                                                          | Francis Leroi                | Frankreich                            |
| Dragon Ball Z Special: Die Geschichte von Trunks – Das Trunks Special | Daisuke Nishio               | Japan                                 |
| Dragon Ball Z – The Movie: Der legendäre Super-Saiyajin               | Minoru Okazaki               | Japan                                 |
| Fortress – Die Festung                                                | Stuart Gordon                | Vereinigte Staaten / Australien       |
| Godzilla gegen MechaGodzilla II                                       | Takao Okawara                | Japan                                 |
| Jurassic Park                                                         | Steven Spielberg             | Vereinigte Staaten                    |
| Meteor Man                                                            | Robert Townsend              | Vereinigte Staaten                    |
| Nemesis                                                               | Albert Pyun                  | Vereinigte Staaten / Dänemark         |
| Patlabor 2 – The Movie                                                | Mamoru Oshii                 | Japan                                 |
| Perry Rhodan – Der ewige Kosmonaut                                    | Gerhard Thiel                | BR Deutschland                        |
| Philadelphia Experiment II                                            | Stephen Cornwell             | Vereinigte Staaten                    |
| RoboCop 3                                                             | Fred Dekker                  | Vereinigte Staaten                    |
| Super Mario Bros.                                                     | Annabel Jankel, Rocky Morton | Vereinigte Staaten                    |
| Tommyknockers – Das Monstrum                                          | John Power                   | Vereinigte Staaten                    |
| Turtles III                                                           | Stuart Gillard               | Vereinigte Staaten / Japan / Hongkong |
| Vier Dinos in New York                                                | Simon Wells                  | Vereinigte Staaten                    |

## 1994
| Titel                                       | Regie              | Produktionsland                                     |
| ------------------------------------------- | ------------------ | --------------------------------------------------- |
| Alien Desperados                            | Sam Irvin          | Vereinigte Staaten                                  |
| Apex                                        | Phillip J. Roth    | Vereinigte Staaten                                  |
| Armitage III                                | Hiroyuki Ochi      | Japan                                               |
| Death Machine                               | Stephen Norrington | Vereinigte Staaten                                  |
| Flucht aus Absolom                          | Martin Campbell    | Vereinigtes Königreich                              |
| Godzilla gegen SpaceGodzilla                | Kensho Yamashita   | Japan                                               |
| Guyver – Dark Hero                          | Steve Wang         | Vereinigte Staaten                                  |
| Mary Shelley’s Frankenstein                 | Kenneth Branagh    | Vereinigtes Königreich / Vereinigte Staaten / Japan |
| Puppet Masters – Bedrohung aus dem All      | Stuart Orme        | Vereinigte Staaten                                  |
| The Stand – Das letzte Gefecht              | Mick Garris        | Vereinigte Staaten                                  |
| Star Trek: Treffen der Generationen         | David Carson       | Vereinigte Staaten                                  |
| Stargate                                    | Roland Emmerich    | Vereinigte Staaten / Frankreich                     |
| Street Fighter – Die entscheidende Schlacht | Steven E. de Souza | Vereinigte Staaten / Japan                          |
| Timecop                                     | Peter Hyams        | Kanada / Vereinigte Staaten / Japan                 |
| Vaterland                                   | Christopher Menaul | Vereinigte Staaten                                  |

## 1995
| Titel                             | Regie                         | Produktionsland                             |
| --------------------------------- | ----------------------------- | ------------------------------------------- |
| 12 Monkeys                        | Terry Gilliam                 | Vereinigte Staaten                          |
| Batman Forever                    | Joel Schumacher               | Vereinigte Staaten / Vereinigtes Königreich |
| Congo                             | Frank Marshall                | Vereinigte Staaten                          |
| Das Dorf der Verdammten           | John Carpenter                | Vereinigte Staaten                          |
| Gamera – Guardian of the Universe | Shusuke Kaneko                | Japan                                       |
| Ghost in the Shell                | Mamoru Oshii                  | Japan                                       |
| Godzilla gegen Destoroyah         | Takao Okawara                 | Japan                                       |
| James Bond 007 – GoldenEye        | Martin Campbell               | Vereinigtes Königreich / Vereinigte Staaten |
| Judge Dredd                       | Danny Cannon                  | Vereinigte Staaten                          |
| Die Langoliers                    | Tom Holland                   | Vereinigte Staaten                          |
| Mindripper                        | Joe Gayton                    | Vereinigte Staaten                          |
| Nemesis 2 – Die Vergeltung        | Albert Pyun                   | Vereinigte Staaten                          |
| Niemandsland                      | Ben Bolt                      | Vereinigtes Königreich                      |
| Outbreak – Lautlose Killer        | Wolfgang Petersen             | Vereinigte Staaten                          |
| Screamers – Tödliche Schreie      | Christian Duguay              | Kanada / Vereinigte Staaten / Japan         |
| Species                           | Roger Donaldson               | Vereinigte Staaten                          |
| Die Stadt der verlorenen Kinder   | Jean-Pierre Jeunet, Marc Caro | Frankreich / Deutschland / Spanien          |
| Strange Days                      | Kathryn Bigelow               | Vereinigte Staaten                          |
| Tank Girl                         | Rachel Talalay                | Vereinigte Staaten                          |
| Vernetzt – Johnny Mnemonic        | Robert Longo                  | Kanada / Vereinigte Staaten                 |
| Virtuosity                        | Brett Leonard                 | Vereinigte Staaten                          |
| Waterworld                        | Kevin Reynolds, Kevin Costner | Vereinigte Staaten                          |

## 1996
| Titel                                     | Regie              | Produktionsland           |
| ----------------------------------------- | ------------------ | ------------------------- |
| The Arrival – Die Ankunft                 | David Twohy        | Vereinigte Staaten Mexiko |
| Auf der Jagd nach dem Nierenstein         | Vibeke Idsøe       | Norwegen                  |
| Barb Wire                                 | David Hogan        | Vereinigte Staaten        |
| DNA – Die Insel des Dr. Moreau            | John Frankenheimer | Vereinigte Staaten        |
| Flucht aus L.A.                           | John Carpenter     | Vereinigte Staaten        |
| Independence Day                          | Roland Emmerich    | Vereinigte Staaten        |
| Mars Attacks!                             | Tim Burton         | Vereinigte Staaten        |
| Nemesis 3 – Die Entscheidung              | Albert Pyun        | Vereinigte Staaten        |
| Nemesis 4 – Engel des Todes               | Albert Pyun        | Vereinigte Staaten        |
| Der Rasenmäher-Mann 2 – Beyond Cyberspace | Farhad Mann        | Vereinigte Staaten        |
| Star Trek: Der erste Kontakt              | Jonathan Frakes    | Vereinigte Staaten        |
| Ultimate Chase – Die letzte Jagd          | Albert Pyun        | Vereinigte Staaten        |
| Vampirella                                | Jim Wynorski       | Vereinigte Staaten        |
| Vier lieben dich                          | Harold Ramis       | Vereinigte Staaten        |

## 1997
| Titel                                          | Regie                          | Produktionsland                             |
| ---------------------------------------------- | ------------------------------ | ------------------------------------------- |
| Alien – Die Wiedergeburt                       | Jean-Pierre Jeunet             | Vereinigte Staaten                          |
| Asteroid – Tod aus dem All                     | Bradford May                   | Vereinigte Staaten                          |
| Asteroidenfeuer – Die Erde explodiert          | Brian Trenchard-Smith          | Vereinigte Staaten                          |
| Batman & Robin                                 | Joel Schumacher                | Vereinigte Staaten / Vereinigtes Königreich |
| Contact                                        | Robert Zemeckis                | Vereinigte Staaten                          |
| Cube                                           | Vincenzo Natali                | Vereinigte Staaten                          |
| Event Horizon – Am Rande des Universums        | Paul W. S. Anderson            | Vereinigtes Königreich / Vereinigte Staaten |
| Das fünfte Element                             | Luc Besson                     | Frankreich                                  |
| Full Metal Yakuza                              | Takashi Miike                  | Japan                                       |
| Gattaca                                        | Andrew Niccol                  | Vereinigte Staaten                          |
| Im Körper des Feindes                          | John Woo                       | Vereinigte Staaten                          |
| Men in Black                                   | Barry Sonnenfeld               | Vereinigte Staaten                          |
| Mimic – Angriff der Killerinsekten             | Guillermo del Toro             | Vereinigte Staaten                          |
| Nirvana                                        | Gabriele Salvatores            | Italien / Frankreich                        |
| Neon Genesis Evangelion: The End of Evangelion | Hideaki Anno, Kazuya Tsurumaki | Japan                                       |
| Postman                                        | Kevin Costner                  | Vereinigte Staaten                          |
| Projekt: Peacemaker                            | Mimi Leder                     | Vereinigte Staaten                          |
| Starship Troopers                              | Paul Verhoeven                 | Vereinigte Staaten                          |
| Vergessene Welt: Jurassic Park                 | Steven Spielberg               | Vereinigte Staaten                          |

## 1998
| Titel                            | Regie               | Produktionsland                             |
| -------------------------------- | ------------------- | ------------------------------------------- |
| Akte X – Der Film                | Rob S. Bowman       | Vereinigte Staaten                          |
| Armageddon – Das jüngste Gericht | Michael Bay         | Vereinigte Staaten                          |
| Dark City                        | Alex Proyas         | Vereinigte Staaten / Australien             |
| Deep Impact                      | Mimi Leder          | Vereinigte Staaten                          |
| Dich kriegen wir auch noch!      | David Nutter        | Australien / Vereinigte Staaten / Kanada    |
| The Faculty                      | Robert Rodriguez    | Vereinigte Staaten                          |
| Godzilla                         | Roland Emmerich     | Vereinigte Staaten / Japan                  |
| Lost in Space                    | Stephen Hopkins     | Vereinigte Staaten                          |
| Mit Schirm, Charme und Melone    | Jeremiah S. Chechik | Vereinigte Staaten                          |
| Octalus – Der Tod aus der Tiefe  | Stephen Sommers     | Vereinigte Staaten / Kanada                 |
| Pi                               | Darren Aronofsky    | Vereinigte Staaten / Kanada                 |
| Progeny – Höllenbrut             | Brian Yuzna         | Vereinigte Staaten                          |
| Six-String Samurai               | Lance Mungia        | Vereinigte Staaten                          |
| Species II                       | Peter Medak         | Vereinigte Staaten                          |
| Sphere – Die Macht aus dem All   | Barry Levinson      | Vereinigte Staaten                          |
| Star Force Soldier               | Paul W. S. Anderson | Vereinigte Staaten / Vereinigtes Königreich |
| Star Trek: Der Aufstand          | Jonathan Frakes     | Vereinigte Staaten                          |
| Die Truman Show                  | Peter Weir          | Vereinigte Staaten / Vereinigtes Königreich |

## 1999
| Titel                                                 | Regie                                                        | Produktionsland                                                                |
| ----------------------------------------------------- | ------------------------------------------------------------ | ------------------------------------------------------------------------------ |
| The 13th Floor – Bist du was du denkst?               | Josef Rusnak                                                 | Vereinigte Staaten / Deutschland                                               |
| Der 200 Jahre Mann                                    | Chris Columbus                                               | Vereinigte Staaten / Deutschland                                               |
| Der Angriff der Riesenmoussaka                        | Panos H. Koutras                                             | Griechenland                                                                   |
| De Apparatspott – Ick heep keene Lust mehr hier ünnen | Martin Hermann                                               | Deutschland                                                                    |
| The Astronaut’s Wife – Das Böse hat ein neues Gesicht | Rand Ravich                                                  | Vereinigte Staaten                                                             |
| Aus den Sterntagebüchern des Ijon Tichy               | Randa Chahoud, Dennis Jacobsen, Oliver Jahn                  | Deutschland                                                                    |
| Deep Blue Sea                                         | Renny Harlin                                                 | Vereinigte Staaten / Australien                                                |
| eXistenZ                                              | David Cronenberg                                             | Kanada / Vereinigtes Königreich                                                |
| Fluchtpunkt Mars                                      | Neill Fearnley                                               | Kanada / Vereinigte Staaten                                                    |
| Galaxy Quest – Planlos durchs Weltall                 | Dean Parisot                                                 | Vereinigte Staaten                                                             |
| Der Gigant aus dem All                                | Brad Bird                                                    | Vereinigte Staaten                                                             |
| Godzilla 2000: Millennium                             | Takao Okawara                                                | Japan                                                                          |
| Matrix                                                | Lana Wachowski, Lilly Wachowski (als Larry & Andy Wachowski) | Vereinigte Staaten / Australien                                                |
| Der Onkel vom Mars My Favorite Martian                | Donald Petrie                                                | Vereinigte Staaten                                                             |
| Star Wars: Episode I – Die dunkle Bedrohung           | George Lucas                                                 | Vereinigte Staaten                                                             |
| Universal Soldier – Die Rückkehr                      | Mic Rodgers                                                  | Vereinigte Staaten                                                             |
| Virus – Schiff ohne Wiederkehr                        | John Bruno                                                   | Vereinigte Staaten / Vereinigtes Königreich / Deutschland / Japan / Frankreich |
| Wing Commander                                        | Chris Roberts                                                | Vereinigte Staaten / Luxemburg                                                 |